# Acanthogyrus (Acanthosentis) adriaticus
Acanthogyrus (Acanthosentis) adriaticus is een soort haakworm uit het geslacht Acanthogyrus. De worm behoort tot de familie Quadrigyridae. Acanthogyrus (Acanthosentis) adriaticus werd in 2005 beschreven door Amin.